# Clemens Millauer
Clemens Millauer (Kirchdorf an der Krems, 15 dicembre 1994) è uno snowboarder austriaco.

## Biografia
Specializzato in big air e slopestyle, Clemens Millauer ha esordito a livello internazionale il 22 marzo 2014 in Coppa Europa, classificandosi 14⁰ nello slopestyle di Štrbské Pleso. Il 20 marzo 2016 ha esordito in  Coppa del Mondo, arrivando 41⁰ nello slopestyle di Špindlerův Mlýn, ha ottenuto il primo podio il 24 novembre 2018 in big air a Pechino.
In carriera ha preso parte a tre edizioni dei Giochi olimpici invernali e a sei dei Campionati mondiali di snowboard, senza mai salire sul podio.

## Palmarès

### Coppa del Mondo
- Miglior piazzamento in classifica generale: 21° nel 2018
- Miglior piazzamento nella Coppa del Mondo di big air: 4° nel 2019 e nel 2022
- Miglior piazzamento nella Coppa del Mondo di slopestyle: 22° nel 2020
- 2 podi:
  - 1 secondo posto
  - 1 terzo posto